# Hippothoe (Tochter des Pelias)
Hippothoë (altgriechisch Ἱπποθόη Hippothóē) ist in der griechischen Mythologie eine Tochter des Pelias, König von Iolkos, und der Anaxibia, Tochter des Bias, oder der Phylomache, Tochter des Iasiden Amphion.
Sie war die Schwester von Akastos, Peisidike, Pelopeia und Alkestis. Weitere mögliche Schwestern sind Amphinome, Euadne und Medusa.
Gemeinsam mit ihren Schwestern ließ sie sich von Medea in Gestalt einer Priesterin der Artemis dazu überreden, ihren Vater in kleine Stücke zu zerschneiden und zu kochen. Auf diese Weise, so Medea gegenüber den Schwestern, sollte Pelias verjüngt werden. Eigentlich jedoch wollten der zurückgekehrte Jason und Medea an Pelias Rache nehmen für den Tod von Jasons Vater Aison, der durch Pelias in den Selbstmord getrieben wurde. Den Schwestern, die dem Vorhaben zunächst ablehnend gegenüberstanden, zauberte Medea die Verjüngung eines alten Widders durch Kochen vor. Von diesem Zauber überzeugt, töteten die Schwestern ihren Vater. Nur Alkestis beteiligte sich nicht an der Tat.
Einer anderen Tradition folgend, erlebte Aison die Rückkehr seines Sohnes Jason und wurde von Medea auf die beschriebene Art verjüngt. Die Töchter des Pelias aber wollten es ihr nachtun und töteten so ihren Vater.